# Pan-Carnivora
Pan-Carnivora zijn een groep van zoogdieren die de roofdieren (Carnivora) en de uitgestorven roofdierachtigen (Carnivoramorpha), Hyaenodonta en Oxyaenodonta omvat. Het vormt samen met de schubdierachtigen (Pholidotamorpha) de Ferae binnen de placentadieren.

## Ontwikkeling
De eerste vormen uit de Pan-Carnivora zoals Altacreodus verschenen in het Laat-Krijt. De groep kwam in de loop van het Paleoceen verder tot ontwikkeling met de eerste carnivoramorphen, hyaenodonten en oxyaenodonten. De eigenlijke roofdieren ontwikkelden zich vanaf het Eoceen. Tot de groep behoort vermoedelijk ook Wyolestes.

## Kenmerken
Het gemeenschappelijke kenmerk van alle leden van de Pan-Carnivora is dat ze scheurkiezen bezitten, die mesvormige kronen hebben en gebruikt worden om vlees te scheuren en zelfs om botten te kraken. In vertegenwoordigers van de Pan-Carnivora ontwikkelden deze tanden zich onafhankelijk van elkaar. Bij de Carnivoramorpha bestaan de scheurkiezen uit aangepaste vierde bovenste valse kiezen (P4) en eerste onderste kiezen (M1), bij de Oxyaenodonta zijn het aangepaste eerste bovenste kiezen (M1) en tweede onderste kiezen (M2), en bij de Hyaenodonta gaat het om aangepaste eerste en tweede bovenste kiezen (M1 en M2) en eerste, tweede en derde onderste kiezen (M1, M2 en M3).